# Catedrais no México

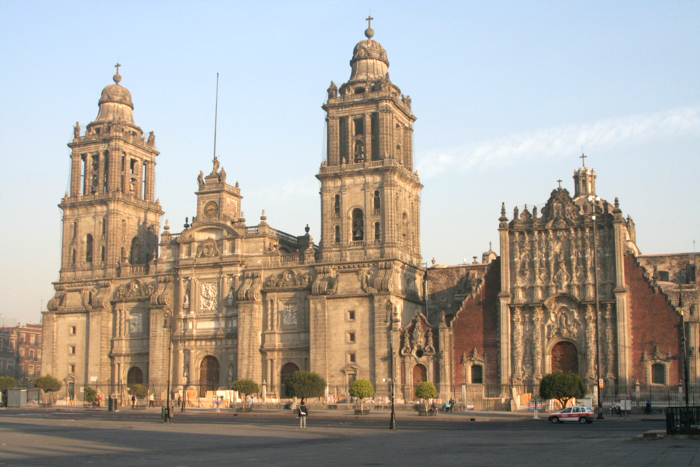
A Catedral Metropolitana da Cidade do México.

As catedrais de México são as sedes episcopais das dioceses do México. A construção de catedrais, assim como o próprio Catolicismo, são de origem europeia com grandes contrastes na arquitetura. Algumas delas mesclam variados estilos, o que concede um toque original da região onde se encontram. Os principais estilos identificados são:
- Renacentista.
- Gótico, no qual predomina o Plateresco, o Gótico tardio e o Neogótico.
- Barroco, onde predomina o Churrigueresco e o Barroco novohispano próprio de México.
- Neoclásico
- Herreriano
- Arquitetura moderna

As catedrais se têm feito desde que em 1521 se fundou a Nova Espanha, a partir desse então se tem construído cada vez mais elaboradas que o último como a Catedral de Yucatán que se considera a primeira catedral de México com um estilo Renacentista.
Há bons exemplos do Barroco, e incluso do estilo próprio Mexicano, o Barroco novohispano.
Com o Neoclássico tem reconstruído vários templos modificando sua estrutura original como a Catedral de Toluca e a maioria dos templos que inclui esse estilo. Finalmente algumas catedrais são construções recentes que tem uma arquitetura moderna e que são igualmente interessantes.
Sem lugar de duvida a Catedral Metropolitana da Cidade do México é a catedral que tem a maior mescla de estilos arquitetônicos, já que a única no mundo por ser um bom exemplo da arquitetura vice-reinal. 

## Catedrais do México

### Aguascalientes
| Catedral | Catedral                   | Localização    | Dedicação                 | Basílica | Construção  | Estilo dominante     | Arquidiocese/ Diocese |
| -------- | -------------------------- | -------------- | ------------------------- | -------- | ----------- | -------------------- | --------------------- |
|          | Catedral de Aguascalientes | Aguascalientes | Nossa Senhora da Assunção | Não      | 1704 - 1738 | Barroco novo-hispano | Aguascalientes        |

### Campeche
| Catedral | Catedral             | Localização | Dedicação           | Basílica | Construção  | Estilo dominante     | Arquidiocese/ Diocese |
| -------- | -------------------- | ----------- | ------------------- | -------- | ----------- | -------------------- | --------------------- |
|          | Catedral de Campeche | Campeche    | Imaculada Conceição | Não      | 1650 - 1760 | Barroco novo-hispano | Campeche              |

### Colima
| Catedral | Catedral           | Localização | Dedicação                  | Basílica | Construção  | Estilo dominante | Arquidiocese/ Diocese |
| -------- | ------------------ | ----------- | -------------------------- | -------- | ----------- | ---------------- | --------------------- |
|          | Catedral de Colima | Colima      | Nossa Senhora de Guadalupe | Sim      | 1525 - 1540 | Gótico           | Colima                |

### Distrito Federal
| Catedral | Catedral                                   | Localização      | Dedicação                  | Basílica | Construção  | Estilo dominante         | Arquidiocese/ Diocese |
| -------- | ------------------------------------------ | ---------------- | -------------------------- | -------- | ----------- | ------------------------ | --------------------- |
|          | Catedral Metropolitana da Cidade do México | Cidade do México | Nossa Senhora da Assunção  | Não      | 1571 - 1813 | Plateresco / Neoclássico | Cidade do México      |
|          | Catedral de Valvanera                      | Cidade do México | Nossa Senhora de Valvanera | Não      | 1663 - 1671 | Barroco                  | Mártires do Líbano    |
|          | Catedral de Iztapalapa                     | Cidade do México | Senhor do Santo Sepulcro   | Não      | 1900s       | Neoclássico              | Iztapalapa            |
|          | Catedral de Xochimilco                     | Cidade do México | São Bernardino de Siena    | Não      | 1530 - 1600 | Renascentista            |                       |

### Durango
| Catedral | Catedral            | Localização         | Dedicação           | Basílica | Construção  | Estilo dominante     | Arquidiocese/ Diocese |
| -------- | ------------------- | ------------------- | ------------------- | -------- | ----------- | -------------------- | --------------------- |
|          | Catedral de Durango | Victoria de Durango | Imaculada Conceição | Sim      | 1695 - 1713 | Barroco novo-hispano | Durango               |

### Guanajuato
| Catedral | Catedral             | Localização | Dedicação                  | Basílica | Construção  | Estilo dominante | Arquidiocese/ Diocese |
| -------- | -------------------- | ----------- | -------------------------- | -------- | ----------- | ---------------- | --------------------- |
|          | Catedral de Celaya   | Celaya      | Imaculada Conceição        | Não      | 1683-1725   | Barroco          | Celaya                |
|          | Catedral de Irapuato | Irapuato    | Imaculada Conceição        | Não      | 1600s       | Neoclássico      | Irapuato              |
|          | Catedral de León     | León        | Nossa Senhora das Candeias | Sim      | 1760 - 1867 | Neoclássico      | León                  |

### Jalisco
| Catedral | Catedral                          | Localização           | Dedicação                              | Basílica | Construção  | Estilo dominante | Arquidiocese/ Diocese |
| -------- | --------------------------------- | --------------------- | -------------------------------------- | -------- | ----------- | ---------------- | --------------------- |
|          | Catedral de Autlán                | Autlán                | Santíssima Trindade                    | Não      | 1800s       | Neoclássico      | Autlán                |
|          | Catedral de Guadalajara           | Guadalajara           | Nossa Senhora da Assunção              | Sim      | 1561-1618   | Neogótico        | Guadalajara           |
|          | Catedral de Ciudad Guzmán         | Ciudad Guzmán         | São José                               | Não      | 1866        | Neoclássico      | Ciudad Guzmán         |
|          | Catedral de San Juan de los Lagos | San Juan de los Lagos | Nossa Senhora de San Juan de los Lagos | Sim      | 1732 - 1769 | Neoclássico      | San Juan de los Lagos |

### Michoacán
| Catedral | Catedral                      | Localização       | Dedicação           | Basílica | Construção  | Estilo dominante | Arquidiocese/ Diocese |
| -------- | ----------------------------- | ----------------- | ------------------- | -------- | ----------- | ---------------- | --------------------- |
|          | Catedral de Zamora de Hidalgo | Zamora de Hidalgo | Imaculada Conceição | Não      | 1832 - 1838 | Neoclássico      | Zamora                |

### Querétaro
| Catedral | Catedral              | Localização | Dedicação       | Basílica | Construção  | Estilo dominante     | Arquidiocese/ Diocese |
| -------- | --------------------- | ----------- | --------------- | -------- | ----------- | -------------------- | --------------------- |
|          | Catedral de Querétaro | Querétaro   | São Filipe Néri | Não      | 1786 - 1804 | Barroco novo-hispano | Querétaro             |

Predefinição:Catedrais católicas do México
1. ↑  Escobar, Luis (15 de abril de 2022). «El Señor del Santo Sepulcro llegó hace 300 años como una sorpresa». Página SIETE. Consultado em 17 de abril de 2022